# Forêts, zones boisées et maquis méditerranéens (Global 200)
Ne doit pas être confondu avec le biome des forêts, zones boisées et maquis méditerranéens
Les forêts, zones boisées et maquis méditerranéens forment une région écologique identifiée par le Fonds mondial pour la nature (WWF) comme faisant partie de la liste « Global 200 », c'est-à-dire considérée comme exceptionnelle au niveau biologique et prioritaire en matière de conservation. Elle regroupe un grand nombre d'écorégions terrestres du bassin méditerranéen :
- Les forêts méditerranéennes de Chypre
- Les forêts sclérophylles et mixtes tyrrhéniennes et adriatiques
- Les forêts de conifères ibériques
- Les forêts sclérophylles et semi-décidues ibériques
- Les forêts sempervirentes de Madère
- Les forêts sclérophylles et mixtes de la mer Égée et de Turquie occidentale
- Les forêts mixtes de conifères et décidues d'Anatolie
- Les forêts de conifères, de feuillus et sclérophylles de Méditerranée orientale
- Les forêts méditerranéennes du Nord-Est de l'Espagne et du Sud de la France
- Les forêts méditerranéennes de Crète
- Les forêts claires et fruticées du Sud-Est ibérique
- Les forêts décidues d'Anatolie orientale
- Les forêts sclérophylles et semi-décidues italiennes
- La steppe de genévriers méditerranéenne du Haut Atlas
- Les forêts décidues illyriennes
- Les forêts méditerranéennes sclérophylles et mixtes du Sud-Ouest ibérique
- Les forêts de conifères et décidues d'altitude d'Anatolie méridionale
- Les forêts de feuillus et mixtes d'altitude de Corse
- Les forêts décidues d'Anatolie centrale
- Les forêts mixtes des monts Pinde
- La steppe d'Anatolie centrale
- Les forêts d'altitude du Nord-Ouest ibérique
- Les forêts claires sèches d'arganiers-acacias et fourrés succulents méditerranéens
- Les forêts claires sèches et steppe méditérannéennes
- Les zones boisées et forêts méditerranéennes
- Les forêts d'altitude mixtes du Sud des Apennins